# Datura (videogioco)
Datura è un videogioco d'azione in prima persona sviluppato da Plastic Studios (stesso studio che ha dato i natali a Linger in Shadows) e pubblicato dalla Sony Computer Entertainment attraverso PlayStation Network per piattaforme PlayStation 3 il 9 maggio 2012. Il videogioco, che in una fase iniziale del progetto era stato chiamato Odd Forest, è stato sviluppato per supportare la periferica Move.
In Datura il giocatore deve esplorare una foresta senza sapere perché si trova lì. Il gioco è completamente privo di dialoghi, tuttavia è comunque possibile incontrare altri personaggi nel corso del gioco.